# Acacia duriuscula
Acacia duriuscula é uma espécie de leguminosa do gênero Acacia, pertencente à família Fabaceae.